# 郭俊辰
郭俊辰（1997年10月1日—），中国大陆男演员。

## 生平
郭俊辰毕业於北京电影学院。
2015年，參加新浪微博「最美校服」評選，之後參與拍攝中國大陸雜誌《愛格》寫真。同年9月，出席2015 BAZAAR明星慈善夜。同年12月，飾演中國大陸網路劇《太子妃升職記》中楊嚴一角正式進入演藝圈並獲得廣泛知名度。
2016年2月，參加2016湖南衛視元宵喜樂會，並與演員賈玲、宋小寶表演小品。同年7月，出演中國大陸電視劇《旋風少女2》中路飛魚一角。同年9月，畢業於長春市第二實驗中學，並入讀北京電影學院表演系。同年11月，參加芭莎男士2016年度人物風雲盛典。
2017年3月，主演超級網劇《白狐的人生》，飾演男主角白逍。同年11月，主演青春校園偶像劇《惹上冷殿下》，擔任男主角司徒楓。

## 影視作品

### 電視劇/網路劇
| 年份   | 名稱                 | 角色           | 備註               |
| ------ | -------------------- | -------------- | ------------------ |
| 2015年 | 《太子妃升职记》     | 楊嚴           | 網路劇             |
| 2016年 | 《旋風少女2》        | 路飛魚         |                    |
| 2018年 | 《惹上冷殿下》       | 司徒枫         | 網路劇             |
| 2019年 | 《少年派》           | 钱三一         |                    |
| 2019年 | 《白狐的人生》       | 白逍           | 網路劇             |
| 2020年 | 《上古密约》         | 侯正则         |                    |
| 2020年 | 《萦萦夙语亦难求》   | 慕絕塵         | 網路劇             |
| 2020年 | 《谢谢让我遇见你》   | 南晰           | 網路劇             |
| 2021年 | 《百灵潭》           | 春妖           | 網路劇             |
| 2022年 | 《少年派2》          | 钱三一         |                    |
| 2022年 | 《你好，昨天》       | 高致遠         | 網路劇             |
| 2023年 | 《花戎》             | 炎越/陈炎/魔尊 | 網路劇             |
| 2024年 | 《第二次“初见”》     | 段玉           | 網路劇，2020年拍攝 |
| 2025年 | 《欢乐家长群2》      | 欧阳老师       | 客串               |
| 待播   | 《纵然》             |                | 網路劇             |
| 待播   | 《狐妖小红娘王权篇》 | 权无暮         | 網路劇             |
| 待播   | 《引灯诀》           |                | 網路劇             |
| 待播   | 《古乐风华录》       |                |                    |
| 待播   | 《喀什古城》         | 周恒之         |                    |

### 電影
| 年份   | 名稱             | 角色     | 備註             |
| ------ | ---------------- | -------- | ---------------- |
| 2018年 | 《一出好戲》     | 白衣少年 | 出現在片尾的彩蛋 |
| 2019年 | 《AI》           | 蘇星辰   | 短片             |
| 2020年 | 《纸骑兵》       |          |                  |
| 2025年 | 《永不失联的爱》 | 林南一   |                  |

## 外部連結
- 郭俊辰的新浪微博